# Arandu Arakuaa
Arandu Arakuaa é uma banda brasileira de metal indígena criada em abril de 2008 em Brasília. As letras são inspiradas nas cosmovisões e lutas dos povos indígenas, buscando desta maneira contribuir para divulgação e valorização das manifestações culturais dos povos indígenas do Brasil. O multi instrumentista, fundador e compositor do grupo, Zândhio Huku, afirma ter nascido e morado até os 24 anos próximo dos territórios dos Xerente e Krahô no estado de Tocantins, onde teve contato com a música indígena e com músicas regionais brasileiras (baião, catira, cantiga de roda, vaquejada, entre outros). Quanto ao heavy metal, ele cita Metallica e Black Sabbath como exemplos de influências.

## História
A banda Arandu Arakuaa (que em tupi-guarani significa "saber dos ciclos dos céus" ou "sabedoria do cosmos"), teve início em abril de 2008, depois de Zândhio sair do Tocantins (onde se formou em pedagogia pela UFT) e se mudar para Brasília, onde tocou em algumas outras bandas. A musicalidade da banda adquire tonalidade poética e cultural com letras nos idiomas indígenas Tupi, Xerente e Xavante, inspiradas nas lendas, ritos e lutas dos povos indígenas do Brasil.
Zândhio usa uma guitarra viola, instrumento idealizado pelo próprio músico. Trata-se de uma guitarra de dois braços, um com som de guitarra e outro com som de viola. Em agosto de 2011, a banda fez o seu primeiro show e, desde então, divulga seu trabalho com repertório 100% autoral. Conta com um EP, de nome Arandu Arakuaa (2012), e três álbuns: Kó Yby Oré (2013), Wdê Nnãkrda (2015), Mrã Waze (2018), dez videoclipes e dois lyric videos. A banda já se apresentou no Agosto de Rock do Tocantins, no festival Femme Festival de Goiás, no Ferrock e no Porão do Rock do Distrito Federal, River Rock de Santa Catarina, no THORHAMMERFEST de São Paulo e no evento do Fórum Mundial de Direitos Humanos. O terceiro álbum de estúdio, Mrã Waze, foi lançado em julho de 2018, e os singles “Waptokwa Zawré,“Karubéûasu”,“Ybytu” e “Am’mrã” em 2020 e "Kûarasyy" em 2022.

## Integrantes
- Zândhio Huku[4] - vocais, guitarra, viola caipira, instrumentos indígenas, teclado[7][5] (2008—atualmente)
- Andressa Barbosa - baixo, vocais[13] (2018—atualmente)
- Guilherme Cezario - guitarra, vocais de apoio[13] (2018—atualmente)
- João Mancha - bateria, percussão[13] (2018—atualmente)

### Ex-integrantes
- Nájila Cristina – vocais[14][7] (2011—2016)
- Adriano Ferreira – bateria, percussão[7] (2011—2016)
- Saulo Lucena – contrabaixo, vocais de apoio [7] (2011—2018)
- Lís Carvalho - vocais[8] (2018)

### Membros de turnê
- Karine Aguiar – vocais [15] (2017)
- Ygor Saunier - bateria, percussão [15] (2017)
- Pablo Vilela - guitarra (2017)[16]
- Juan Bessa - guitarra[17] (2014)

## Discografia

### EP
- 2012 - Arandu Arakuaa[7]
- 2021 - Ainãka

### Álbuns de estúdio
- 2013 - Kó Yby Oré[7]
- 2015 - Wdê Nnãkrda[7]
- 2018 - Mrã Waze[8]

### Singles
- 2020 - "Waptokwa Zawré"[18]
- 2020 - "Kaburéûasu"[19]
- 2020 - "Ybytu" [11]
- 2020 - "Am’mrã"[4]
- 2020 - "Kûarasy"[20]

## Videografia
- 2013 - "Gûyrá"[13]
- 2013 - "Îakaré 'Y-pe"[13]
- 2014 - "Aruanãs"[13]
- 2015 - "Hêwaka Waktû"[13]
- 2015 - "Padi"
- 2016 - "Ĩpredu"[13]
- 2018 - "Huku Hêmba"[8]
- 2018 - "Îasy"[13]
- 2020 - "Waptokwa Zawré"[21]
- 2020 - "Kaburéûasu"[19]
- 2020 - Ybytu[11]
- 2020 - "Am’mrã"[4]
- 2022 - "Kûarasy" [12]